# L'angoscia
L'angoscia (Angustia) è un film del 1987 diretto da Bigas Luna.

## Trama
Due giovani ragazze si recano al cinema per vedere un film horror, La mamma, storia di un giovane infermiere ipnotizzato dalla folle madre che lo spinge ad uccidere per collezionare gli occhi delle sue vittime. Mentre la pellicola viene proiettata, uno squilibrato tenta di emulare, nella toilette della sala, il killer cinematografico, ma viene scoperto dalle due ragazze.

## Produzione
Inizialmente, il film era stato concepito come una pellicola 3D da girare in America. Successivamente, il regista catalano ha dovuto affidarsi a produttori spagnoli per ricreare il set a Barcellona. Quasi tutti i componenti del cast sono, invece, anglofoni.
Il ruolo della madre doveva essere affidato a Bette Davis. Fu sostituita da Zelda Rubinstein che aveva già esperienza in film del terrore. Alcuni critici, infatti, hanno notato l'analogia del ruolo di questo lungometraggio con quello di Tangina in Poltergeist.

## Distribuzione
Uscito nelle sale cinematografiche italiane solo nel 1990, è stato, successivamente, proposto in formato home video.
In totale, ha incassato negli USA circa 228.000 dollari, un flop che ha costretto il regista ad abbandonare l'America per ritornare in Spagna.

## Critica
Per Marco Cacioppo L'angoscia è il lavoro più concettuale e visionario realizzato da Bigas Luna. Si tratta, secondo Dario Grisanti, di un «gioco di specchi meta-cinematografico» in cui, mediante un montaggio parallelo, Luna interseca due storie ambientate, entrambe, in una sala cinematografica. Solo grazie all'epilogo lo spettatore chiarisce l'arcano e il mistero che avvolgeil lungometraggio.
Per il critico Paolo Mereghetti, l'opera di Bigas ha ispirato l'incipit di Scream 2. Sempre Mereghetti sostiene inoltre che sia il «vero capolavoro di Luna, un thriller matrioska dove ipnosi, horror e psicopatologia vanno a braccetto in libertà.»
Il sito FilmTv.it commenta L'angoscia come un'opera «vertiginosa, esempio di contagio tra schermo e sala: una sorta di versione horror e perfida de La rosa purpurea del Cairo»
Di parere opposto, MYmovies.it: «il regista sperava con questo macchinoso stratagemma di coinvolgere il pubblico all'interno di tutta questa vicenda. Il pazzo del cinema verrà arrestato, ma a noi rimarrà sempre il dubbio se, in un confuso intreccio tra finzione e realtà, il vero assassino non sia invece quello nello schermo.»
Maurizio Fantoni Minnella considera la pellicola come omaggio a Luis Buñuel. Il regista catalano, infatti, usa spesso dei particolari rivolti agli occhi umani, come nel cortometraggio Un cane andaluso.

## Riconoscimenti
- 1988 - Festival internazionale del cinema fantastico di Bruxelles
  - Corvo d'Oro al miglior film
- 1988 - Premio Goya
  - Migliori effetti speciali
  - Candidatura per il Miglior regista